# Leucaltidae
Leucaltidae is een familie van sponsdieren uit de klasse van de Calcarea (kalksponzen).

## Geslachten
- Ascandra Haeckel, 1872
- Leucaltis Haeckel, 1872
- Leucettusa Haeckel, 1872
- Leuclathrina Borojevic & Boury-Esnault, 1987